# كوكب الهوا
كوكب الهوا كانت قرية فلسطينية تقع إلى الشمال من مدينة بيسان، وتربطها بقرية الطاقة طريق تتفرع من طريق بيسان- سمخ، بالإضافة إلى طُرُق ربطتها بالبيرة وجبول وكفرة والمرصص؛ وتنتصب على تل ينحدر بالتدريج نحو الشمال والغرب والجنوب. أمّا إلى الشرق من القرية، فكانت تنحدر انحداراً شديداً. ومع أن القرية كانت ترتفع 300 متر عن مستوى سطح البحر، فإن الأرض الواقعة على بعد كيلومتر واحد إلى الشرق منها كانت تنخفض 100 متر عن مستوى سطح البحر. وإلى الجنوب والجنوب الشرقي من القرية، كان ثمة نبعان: عين الحلو، وعين الجيراني. في أواخر القرن التاسع عشر، عُثر على كتابة عربية منقوشة في كتلة صغيرة بازلتية تقع قرب النبع الأول، لكن هذه الكتابة كانت متآكلة سيئة الحال. أمّا الرابط الأساسي بين القرية والمراكز التجارية في المنطقة، فكان طريقاً تؤدي إلى خربة الطاقة: ومنها إلى طريق بيسان- أريحا العام. وكان ثمة طرق فرعية أٌخرى تربطها بقرى المنطقة. ونظراً إلى كون كوكب الهوا مشرفة على نهر الأردن من الشرق، وعلى بحيرة طبريا من الشمال الشرقي، فقد كانت تتمتع بموقع استراتيجي أكسبها أهمية تاريخية.

## نبذة تاريخية
رأى بعض العلماء أن كوكب الهوا هي الموضع المسمّى (يرموتا)، المذكور على نصب مصري قديم وُجد قرب مدينة بيسان، ويعود تاريخه إلى أواخر القرن الثالث عشر قبل الميلاد. وكانت قبائل الحابيرو البدوية تقطن المنطقة في ذلك العهد (ويجب ألا يُخلط بين يرموتا وبين المدينة الملكية الكنعانية الشهيرة، المعروفة بخربة يرموك). ولعل برج أغريبينا (Agrippina) الروماني، الذي كان مركزاً لإرسال الإشارات، كان يقوم في موقع كوكب الهوا. وفي هذه المنطقة، أيضاً، بنى الصليبيون قلعة من أشهر قلاعهم وأمنعها، وهي قلعة كوكب الهوا (Belvoir) التي تشرف على وادي الأردن، وعلى بحيرة طبرية. وكانت كوكب الهوا ساحة لسلسلة من المعارك بين جيوش صلاح الدين الأيوبي والصليبيين ويذكر الجغرافي العربي ياقوت الحموي (توفي سنة 1229) أنها قلعة تنهض على تل يقع بالقرب من طبرية، وأنها أصبحت خراباً بعد أيام صلاح الدين. في سنة 1596، كانت كوكب الهوا قرية في ناحية شفا (لواء اللجون)، ويسكنها 50 نسمة. وكانت تدفع الضرائب على عدد من الغلال، كالقمح والفاصولياء والفول والبطيخ وكروم العنب.
ولمّا كانت القرية بُنيت داخل تخوم قلعة بلفوار، فقد كان توسعها بطيئاً. وكان سكانها، وعددهم نحو 110 نسمات في سنة 1859، يقطنون داخل أسوار القلعة، ويزرعون نحو 13 فداناً خارجها. ومع مضي الزمن، بُنيت المنازل على شكل دائرة حول القلعة، وامتدت نحو الشمال والغرب. وكان سكانها المسلمون يستخدمون أراضيهم، الواقعة خارج أسوار القرية، للزراعة. في 1944/1945، كان ما مجموعه 5839 دونماً مخصصاً للحبوب، و170 دونماً مروياً أو مستخدماً للبساتين.

## احتلال القرية وتطهيرها عرقيًا
استناداً إلى المؤرخ الإسرائيلي بِني موريس، شُنّ هجوم عسكري على قرية كوكب الهوا في 16 أيار/مايو 1948، عقب احتلال مدينة بيسان المجاورة. لكن مصادر أخرى تذكر أن القرية لم تحتل نهائياً إلاّ بعد ذلك التاريخ ببضعة أيام. وجاء في ((تاريخ الهاغاناه)) أن القرية احتلت في 21 أيار/ مايو، وأن الكتيبة الثالثة في لواء غولاني هي التي قامت بالعملية. وجاء في الرواية أن موقع القرية كان ((مثالياً)) لتركيز وحدات من المدفعية من أجل قصف الوادي الذي تشرف القرية عليه، ولا سيما مع قدوم قوات عراقية إلى البلاد في 15 أيار/مايو. وعندما حاولت فصيلة من الجيش العراقي الصعود إلى كوكب الهوا، كانت بمثابة هدف سهل للإسرائيليين الذين احتلوا القرية. وتقول الهاغاناه في روايتها إن قواتها هاجمت العراقيين من الأعلى، ومن مسافة 50 متراً. وعند انسحاب العراقيين كانوا قد خسروا ثلاثين رجلاً، بينما لم يقع في صفوف لواء غولاني سوى ثلاثة جرحى، استناداً إلى تلك الرواية.
أمّا المؤرخ الفلسطيني عارف العارف، فلديه رواية مختلفة نوعاً ما عمّا حل بالقرية؛ إذ يقول إن القوات العراقية نجحت فعلاً في دخول القرية والبقاء فيها يومين، وإن الإسرائيليين أحاطوا بالقرية بينما كانت القوات العراقية تدخل البلاد في 15 أيار/مايو. وقد أبدت حامية القرية بعض المقاومة، ثم هُزمت وفرّت. وبينما كانت القوات الإسرائيلية تستعد لدخول القرية، وصل العراقيون وانتزعوا السيطرة على القرية، ومكثوا فيها من 15 حتى 17 أيار/مايو. وثمة تقرير من وكالة أسوشيتد برس من بغداد، بتاريخ 18 أيار/مايو، جاء فيه أن القوات العراقية احتلت القرية التي يصفها بأنها ((موقع منيع جداً من الأسمنت المسلح)). لكن العارف يقول إن الإسرائيليين صعّدوا، في 18 أيار/ مايو، هجماتهم بغية تخفيف الضغط عن مستعمرة غيشر المجاورة؛ وعند غياب الشمس قرر العراقيون الانسحاب، بعد أن خسروا 23 قتيلاً. وفي اليوم التالي، أصدرت القيادة العسكرية الإسرائيلية بلاغاً لم يؤكد فقدان السيطرة على القرية، وإنما جاء فيه فقط أن قواتها صدّت هجوماً عربياً على كوكب الهوا. وزعم هذا البلاغ، الذي استشهدت صحيفة ((نيويورك تايمز)) به، أن القوات العربية خسرت 30 قتيلاً في المعركة التي دارت للسيطرة على القرية.
في أيلول/سبتمبر 1948، طلب أحد زعماء المستوطنات في المنطقة من السلطات الإسرائيلية الدعم والإذن في تدمير القرية، فضلاً عن ثلاث قرى أُخرى في المنطقة. ولا يذكر موريس هل أُعطي مثل هذا الإذن أم لا.

## القرية اليوم
أزيلت القرية من الوجود. غير أن موقع حصن بلفورا أُجريت فيه تنقيبات أثرية، وأضحى مركزاً سياحياً، تنمو أشجار التين والزيتون في موقع القرية. أمّا السفوح المشرفة على وادي بيسان ووادي البيرة، فيستخدمها الإسرائيليون مرعى للمواشي، كما أنهم يزرعون الأراضي المجاورة.